# Чарльз Давенант
Чарльз Давенант (англ. Charles Davenant, 17 листопада 1656, м. Лондон, Велика Британія — †6 листопада 1714, м. Лондон, Велика Британія) — англійський економіст, представник меркантилізму, письменник з економічних і політичних питань, член Британського парламенту.
Чарльз Давенант був одним з провідних економічних памфлетистів 1690-х років,— десятиліття, впродовж якого побачили світ також економічні роботи Локка, Грегорі Кінга (англ. Gregory King).

## Життєпис
Чарльз народився 17 листопада 1656 року в Лондоні. Був старшим сином поета Вільяма Давенанта (1606—1668). Його батько — знаменитий драматург і театральний постановник. Чарльз і сам був автором п'єси, яку написав у 19 років.
У 1665—1671 роках навчався в гімназії міста Чеам, що в графстві Суррей. У 1671—1673 роках навчався у Балліол-коледжі при Оксфордському університеті, але навчання закінчити не вдалося.

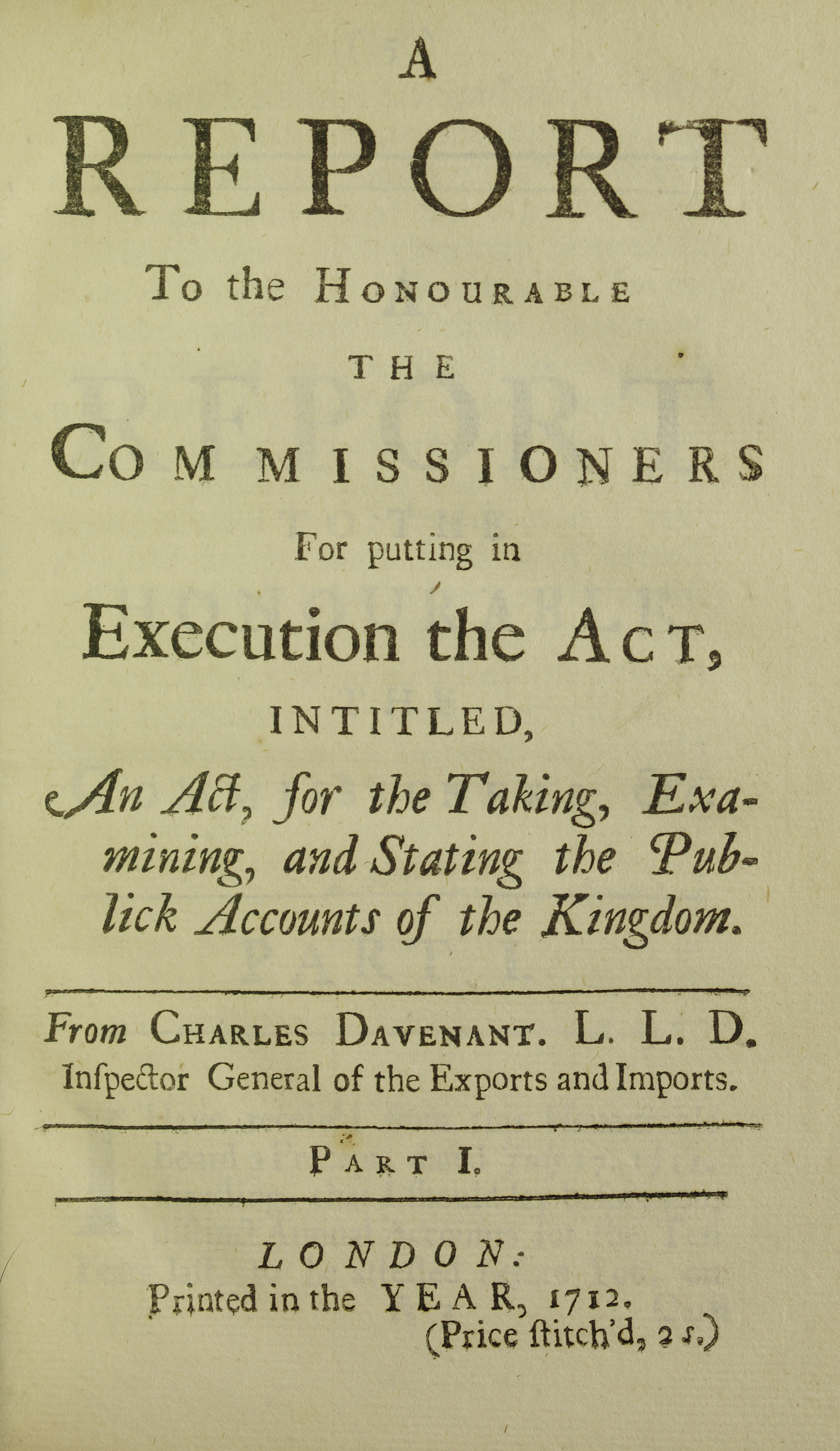

У 1673—1675 роках почав завідувати батьківськими справами, влаштувавшись до його театру менеджером. У 1675-му отримав ступінь доктора права в Кембріджі, був прийнятий до товариства юристів (Doctor's Commons) і почав займатися цивільним правом.
У 1675 році написав п'єсу «Цезар», яка мала певний успіх.
У 1678 році одружився із Френсіс. Того ж року Давенант був призначений у відділ митниці і акцизів британського уряду, заробляючи близько 500 фунтів стерлінгів (еквівалент 71 000 фунтів у 2016 році) на рік. У 1683-му у Великій Британії завершилася реформа системи оподаткування сільськогосподарських земель і Давенант почав отримувати 1000 фунтів стерлінгів на рік як комісар. Через два роки Чарльз був обраний до Парламенту по мажоритарній системі виборів у Сент-Ів (St Ives). Проте через революції 1688-го Джеймс II втік у Францію і Парламент проголосив Вільгельма Оранского новим лідером. У 1678—1689 роках був призначений комісаром з акцизного збору при королях Карлі II і Якові II. Проте в 1689-му Давенант втратив свої повноваження у відділі митниці і акцизів. У 1692-му він спробував стати інспектором відділу по роботі з акцизними зборами, заручившись підтримкою Годольфіна (Godolphin). Але його спроба виявилась невдалою і Чарльз спробував знову в 1694-му — і знову потерпів крах, можливо, через заперечення з боку міністра фінансів Чарльза Монтегю (Charles Montagu).
У кінці 1694-го року Давенант опублікував ессе «Про шляхи і засоби постачання війни» («An Essay on the Ways and Meansof supplying the War»), піддаючи критиці шкідливі для торгівлі довгострокові запозичення і несправедливі податки на землю. У листопаді 1695-го на замовлення лордів-суддів він виступив з аргументами проти пропозиції партії про те, що фунт має бути девальвований.
У 1696-му Чарльз опублікував чергову свою працю — з ідеєю про те, що торгівля має бути захищена. Також виступив з різким викривальним есе «Про публічну доброчесність» («Essay on Publick Virtue»), проти правлячої групи провідних вігів, і на підтримку своїх друзів в уряді, Шрусберу (Shrewsbury) і Годольфіна. Незабаром після цього Годольфін подав у відставку і Давенант втратив свою головну опору і шанс отримати державну посаду. Давенант також опублікував есе «Про торгівлю зі Східною Індією» («Essay on the East India Trade»). В ньому він спростував усі аргументи протекціоністів і заявив, що торгівля з Ост-Індією покращує торговий баланс у Великій Британії. У 1697-му Давенант представив загалу «Міркування про державні доходи і торгівлю Англії» (1-а частина) («Discourses on the Publick Revenues and on the Trade of England»), де містилися серйозні заперечення проти довгострокових запозичень в якості способу фінансування державних витрат. Також в праці містилася заява про те, що борг, який виникає в ході війни, треба погасити якнайшвидше. Тому, що «високі податки для обслуговування боргу накладають тягар на торгівлю, промисловість і землю». У 1698-му вийшли «Міркування про державні доходи і торгівлю Англії» (2-а частина). В ній описувалася «в стійкішій і зрозумілішій формі ідея „загального“ торгового балансу». У цьому ж році Давенант повернувся до Парламенту в якості представника Великого Бедвина (Great Bedwyn). Він став асоціюватися з консервативною партією Торі. В цей час вона займала більшість місць в Парламенті.
У 1701-му Чарльз опублікував есе «Про серйозну партійну атаку на зовнішню політику Вільгельма III». У березні того ж року Давенант був помічений у зв'язку з французькими агентами. Вважали, що його підкупив французький уряд для просування своїх інтересів та надання розвідувальних даних. Проте цього так і не довели. Немає жодних відомостей про те, що «хабар коли-небудь був запропонований або прийнятий», та все ж зв'язок з французькою стороною заплямував громадську і політичну репутацію Чарльза. У 1702-му королева Ганна вступила на престол. І друзі Давенанта — Годольфін, Ноттінгем (Nottingham) і Харлі (Harley) — отримали владу в коаліційному міністерстві. У вересні того ж року Давенант був призначений на посаду Секретаря комісії з переговорів для об'єднання Шотландії і Англії. У липні 1703-го він був призначений генеральним інспектором імпорту та експорту. Його есе «За мир в домі і війну за кордоном» («His Essays upon Peace at Home and War Abroad»), опубліковане в листопаді 1703-го, «сприяв „пом'якшенню“ і посиленню антипартійних стосунків між королевою і Харлі». Це ж есе розсердило друзів Чарльза, що були представниками партії Торі. Адже він фактично виявився в рядах опозиції того періоду, тоді як до 1702-го був провідним пропагандистом консерваторів. у 1705-му році Давенант відвідав Голландію, щоб дослідити військову ситуацію в країні. У 1710-му Годольфін втратив свої повноваження, що вплинуло на Давенанта, поставивши під загрозу його посаду генерального інспектора імпорту та експорту. Щоб загладити свою провину перед партією Торі, Давенант написав нове есе «Про поточний стан справ», «Томас Двомісний», «Нові діалоги», сподіваючись, що партія поверне минуле положення в Парламенті.
Чарльз Давенант заявив, що тоді як «Британія несе тягар війни», голландці отримують вигоду від торгівлі з Францією. На цю тему у 1712-му він опублікував дві доповіді щодо стану державних рахунків. Обидві роботи описували методи фінансування державних витрат, про які він заявляв з 1689 року. Він також змінив свою позицію відносно меморіалу «Про вільну торгівлю», який зараз був «толерований» між Францією та Голландією. Давенант стверджував, що Голландія отримує вигоду від торгівлі з Францією. Ці роздуми збіглися з міркуваннями Джонатана Свіфта (Jonathan Swift) у його памфлеті «Поведінка союзників» («Conduct of the Allies»). Це допомогло закласти економічну основу для укладення торгового договору з Францією.
Помер Чарльз Давенант 1714 року в Лондоні.
За версією історика економічної думки Марка Блауга (Mark Blaug) Давенант увійшов до списку «100 великих економістів до Кейнса» («Great Economists Before Keynes»).

## Наукова діяльність
Чарльз Давенант як економіст, був палким прихильником торгово-економічної теорії, і в економічних памфлетах (на відміну від своїх теоретичних праць) він займає еклектичну позицію. Він рекомендує запровадити державні обмеження на колоніальну комерцію, але свободу обміну він пропонує залишити в середині країни. Повне видання його праць опублікували в Лондоні 1771 року. Найважливішими з яких є: нарис «Про торгівлю в Східній Індії» (1697); дискурси «Про державні надходження та торгівлю Англії» (1689); нарис «Про ймовірний спосіб завоювання людей на балансі торгівлі» (1699); дискурс «Про гранти та резюме» (1701). Наприкінці 1694 р. він опублікував «Нарис про способи постачання війни» — це мотивована критика методів, використовуваних для фінансування війни з Францією, яку Англія вела з 1689 року. Вона визначила довгострокове запозичення як шкідливе для торгівлі, а наземне оподаткування як несправедливе, через нерівномірність захворюваності по всій країні. У листопаді 1695 року він написав та прочитав меморіал, присвячений Монеті Англії Таємній Раді. Ця робота, на замовлення суддів-лордів, була аргументом проти пропозиції більшості партії про те, що монети Англії повинні бути знецінені, для того, щоб можна було сплатити вартість витрат на війну з Францією. У 1696 року він опублікував «Меморіал про Торговельну Раду». Цей меморіал пропагував його ідею про те, що торгівля має бути захищена. Меморіал розкриває засоби та методи, за допомогою яких торгівля може бути відновлена. Цей же меморіал розглядається як спроба виразити вдячність владі, для того, щоб отримати посаду у відділі акцизного збору. У жовтні 1696 року він опублікував есе «Про публічну чесноту», дебати проти правлячого Віга Хунто. У 1696 року він також опублікував есе «Про Східно-Індійську торгівлю», в якому він «виступав проти захисту англійського текстилю від індійської конкуренції на тій підставі, що торгівля з Східною Індією покращила торговельний баланс Великої Британії, і він спростував аргументи протекціоністів з подальшим застосування концепції балансу торгівлі». У 1697 році він опублікував «Міркування про державні доходи і торгівлю Англії» (1-а частина), що містили серйозні заперечення щодо довгострокового запозичення як способу фінансування державних видатків. Також висловився за те, щоб якнайшвидше повернути заборгованість, яка виникла під час війни. Підставою для цього в Давенанта було те, що «високе оподаткування було тягарем для торгівлі, промисловості та землі». Давенант все ще вважав, що земельний податок був несправедливим. Оскільки податок створював найважчі умови поміщицькій шляхті для отримання державних доходів. В результаті шляхта була б змушена продавати свою землю «залежним чоловікам і родинам», щоб сплачувати податки. У 1698 році він опублікував дискурс «Міркування про державні доходи і торгівлю Англії» (2-а частина), який описав «більш стійкою і повною формою ідею» загального «балансу торгівлі». На початку 1699 року він опублікував оповідання «Про можливі способи формування людей, які отримують прибуток у балансі торгівлі». Воно цитувало розрахунок Кінга про вартість і розмір «природних ресурсів Англії». Останній розділ містив атаку на дії та політику партії Хунто і був більше політичним випадом, ніж викладом суто економічних ідей. Наприкінці 1699 року він опублікував дискурс «Грантів та ретумпцій», в якому обговорювалася практика короля і королеви Англії, яка надавала «привілейовані ірландські маєтки» друзям та політичним союзникам партії Хунто. Написане Девенантом починає відхилятися від суто економічних дискусій до політичних коментарів, розроблених для того, щоб змусити правлячу партію працювати. У 1701 року він опублікував нариси «Я баланс сил II», «Право на введення війни, миру та альянсів», «Універсальна монархія — вельми партизанський напад на зовнішню політику Вільгельма III». У серпні 1701 року Девенант опублікував «Істинне зображення сучасних Вігів», як спробу протиставити прагнення партії «Вігів» розпустити партію «Торі», тим самим «захищаючи погляди Торі і викриваючи мотиви Вігів». Його головна увага була зосереджена на тому, що партія Вігів відновила війну з Францією та завела країну в борг, що у свою чергу, вимагало б більшого оподаткування власників землі. Внаслідок цього власники землі стануть банкрутами, а люди, які заробили гроші на війні, зможуть придбати землю та присвоїти політичну владу шляхти. У 1704 році Девенант запропонував скласти фінансову звітність за останні 25 років. У 1709 році Девенант опублікував роздуми «Про Конституцію та управління торгівлею в Африці», в яких він «повернувся до свого нормального ставлення щодо підозри та прямої ворожнечі до голландців». Давенант схоже не є інноваційним мислителем і часто пише памфлети для сприяння ідеям чи політиці. Такий вид діяльності буде корисним для його особистого, економічного чи політичного статусу. Отже, ймовірно, Давенант продовжив роботу Кінга, щоб довести свої твердження, що позики на фінансування війни мали негативний вплив на економіку Англії та що акцизні податки були належним способом фінансування уряду.